# Monamour
Monamour és una pel·lícula romàntica i eròtica italiana de 2006 dirigida per Tinto Brass inspirat lliurement en la novel·la Amare Leon d'Alina Rizzi. El títol de la pel·lícula (literalment: amor meu en francès) és un joc de paraules amb el vènet mona (vagina) i el francès amour (amor).

## Trama
La Marta és una jove mestressa de casa nimfòmana, casada amb Dario, un editor de llibres d'èxit. Tot i que encara estima el seu marit, la Marta fa mesos que no aconsegueix la satisfacció sexual a causa de la seva vida amorosa avorrida i previsible. Mentre s'allotja a Màntua per a la Festivaletteratura, una fira del llibre, la Marta segueix els consells de la seva intrigant amiga Sylvia i manté una aventura amb un guapo i misteriós artista anomenat Leon, que porta a resultats sorprenents pel que fa al seu fracàs. matrimoni amb Dario.

## Repartiment principal
| Actor            | Rol                              |
| ---------------- | -------------------------------- |
| Anna Jimskaia    | Marta                            |
| Riccardo Marino  | Leon                             |
| Max Parodi       | Dario                            |
| Nela Lucic       | Sílvia                           |
| Virginia Barrett | Cantant al Restaurant            |
| Tinto Brass      | Home amb cigar (sense acreditar) |

## Disponibilitat
La pel·lícula es pot comprar en format DVD a llocs com Amazon.com. La versió en Blu-ray Disc va aparèixer el 19 d'abril de 2011.